# Togo
O Togo (oficialmente República Togolesa; em francês République togolaise) é um país africano, limitado a norte por Burquina Fasso, a leste pelo Benim, a sul pelo oceano Atlântico e a oeste por Gana. Localizado no oeste da África, Togo é constituído por um estreito território que reúne povos de diferentes origens. O grupo étnico euê, o mais numeroso (45,4% da população), concentra-se no sul, perto do litoral, a região mais desenvolvida. A maioria dos habitantes vive da agricultura, cujos principais produtos são o algodão e a cana-de-açúcar. O país é um importante centro de comércio regional graças ao porto de sua capital, Lomé. Assim como muitos de seus vizinhos, é um dos países mais pobres do mundo. Cerca de 38,7% da população vive abaixo da linha de pobreza internacional, vivendo com menos de US$ 1,25 por dia. Outros 69,3% dos habitantes do país vivem com menos de US$ 2 por dia. O Togo é habitado por 7,965 milhões de habitantes, de acordo com dados de 2017 da CIA.[carece de fontes?]
Do século XI ao XVI, várias tribos entraram na região vindas de todas as direções. Do século XVI ao século XVIII, a região costeira foi um importante centro comercial para os europeus para procurar escravos, com Togo e a região circundante passando a ser chamada pelo nome "Costa dos Escravos". Em 1884, a Alemanha declarou a região que inclui o atual Togo como um protetorado chamado Togolândia. Após a Primeira Guerra Mundial, o domínio sobre o Togo foi transferido para a França. Togo alcançou sua independência da França em 1960. Em 1967, Gnassingbé Eyadéma liderou um bem-sucedido golpe militar, tornando-se presidente de um estado declaradamente anticomunista e de partido único. Eventualmente, em 1993, Eyadéma enfrentou eleições multipartidárias, que foram marcadas por irregularidades, e conquistou a presidência por três vezes. No momento da sua morte, Eyadéma era o líder mais antigo na história da África moderna, tendo sido presidente por 38 anos. Em 2005, seu filho, Faure Gnassingbé, foi eleito presidente.
O Togo é uma nação subsaariana tropical cuja economia depende muito da agricultura, com um clima que proporciona boas estações de crescimento. Ao passo que a língua oficial é o francês, muitas outras línguas são faladas no país, particularmente as de origem bê. O maior grupo religioso no Togo consiste naqueles com crenças nativas, e há significativas minorias cristãs e muçulmanas. O Togo é membro das Nações Unidas (ONU), da União Africana, da Organização para a Cooperação Islâmica (OCI), da Zona de Paz e Cooperação do Atlântico Sul (ZPCAS), da Francofonia e da Comunidade Econômica dos Estados da África Ocidental.

## Etimologia
O nome Togo, na língua jeje (falada no Togo e em partes do Benin), significa "detrás da falésia" ou "lugar das falésias". A etimologia está relacionada à cidade de Togoville, que foi um importante centro colonial alemão e também serviu de inspiração para o nome do país. A cidade, localizada perto da costa, é caracterizada por suas falésias, o que explica a origem do nome.

## História
Entre os séculos XI e XVI, povos de língua eué, provenientes da Nigéria, colonizaram o atual território do Togo. Outras tribos de língua ane (ou mina) emigraram de regiões hoje ocupadas por Gana e Costa do Marfim, depois do século XVII. Durante o século XVIII, os dinamarqueses praticaram na costa de Togo um lucrativo comércio de entulho. Até o século XIX, o país constituiu uma linha divisória entre os estados indígenas do Axante e Daomé.
Em 1847, chegaram alguns missionários alemães e, em 1884, vários chefes da região costeira aceitaram a proteção da Alemanha. A administração alemã, ainda que eficiente, impôs trabalhos forçados aos nativos.
Os alemães foram desalojados durante a Primeira Guerra Mundial e, em 1922, a Liga das Nações dividiu o Togo entre o Reino Unido e a França. Em 1946, esses dois países colocaram seus territórios sob a custódia das Nações Unidas. Em 1960 a porção britânica foi incorporada ao território da Costa do Ouro (atual Gana), enquanto os territórios franceses se transformaram na República Autônoma de Togo em 1956. O país conquistou a independência completa em 1960, embora tenha continuado a manter estreitas relações econômicas com a França.
As relações do Togo com Gana foram difíceis enquanto Kwame Nkrumah presidiu o país vizinho, mas melhoraram após sua deposição. Durante a década de 1960, assassínios políticos e golpes de estado culminaram em 1967 com a ascensão do general Étienne Gnassingbe Eyadema ao poder. Uma nova constituição foi adotada em 1979 e Eyadema proclamou a terceira república togolesa. Em 1982, o fechamento de fronteiras decretado por Gana para conter o contrabando resultou em conflitos entre os dois países. Em 1985, o regime de Eyadema começou a se liberalizar. O general convocou em 1991 uma Conferência Nacional que suspendeu a constituição e elegeu Joseph Koffigoh, um civil, para o cargo de primeiro-ministro.
Em 2006 o governo e a oposição concordam em formar um governo de transição.

## Geografia

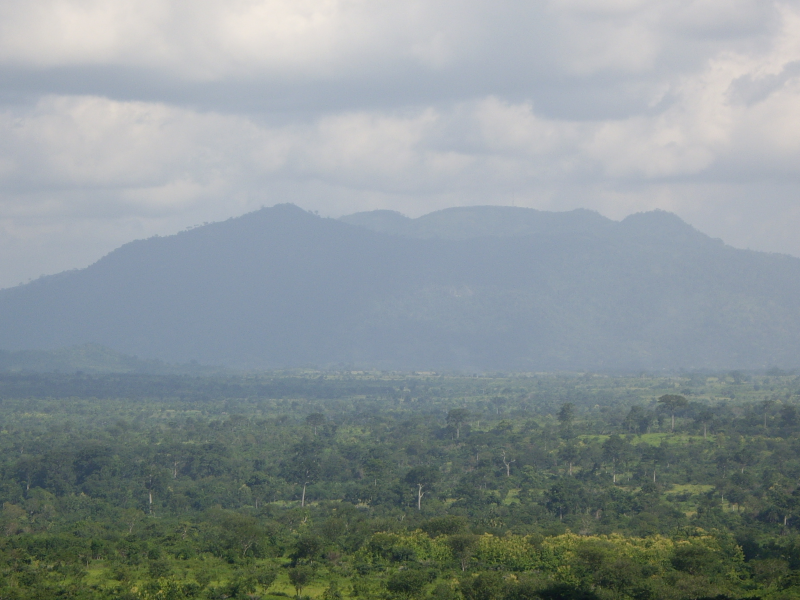
Monte Agu.

O Togo possui uma área de 56 785 km², sendo o centésimo vigésimo terceiro maior país do mundo em termos de território e um dos menores países da África Ocidental. Faz fronteira com a Baía de Benin ao sul; Gana a oeste; Benin ao leste; e ao norte com o Burquina Fasso. O país fica principalmente entre as latitudes 6° e 11° N e as longitudes 0° e 2° E.
A costa do Togo, no Golfo da Guiné, detém 56 km de extensão e consiste em lagoas com praias de areia. No norte, a terra é caracterizada por uma savana suavemente ondulada, em contraste com o centro do país, caracterizado por colinas. O sul do Togo é caracterizado por um planalto de savana e bosques que chegam a uma planície costeira com extensas lagoas e pântanos.
A montanha mais alta do país é o Monte Agou, situado a 986 m acima do nível do mar. O rio mais longo é o rio Mono, com 400 km de extensão, correndo de norte a sul do país.

### Clima
O clima é geralmente tropical, com temperaturas médias variando de 23° C na costa a cerca de 30° C nas regiões mais ao norte, com clima seco e características de uma savana tropical. Para o sul, há duas estações de chuva predominantes: a primeira entre abril e julho e a segunda entre setembro e novembro. A precipitação média não é muito alta.

### Flora e fauna
A costa do Togo é caracterizada por pântanos e manguezais. O alto crescimento da população humana está levando ao desmatamento rápido, colocando em risco muitas espécies que habitam o país. Pelo menos cinco parques e reservas foram estabelecidos: Reserva da Fauna Abdoulaye, Parque Nacional Fazao Malfakassa, Parque Nacional Fosse aux Lions, Koutammouko e Parque Nacional Kéran. Os animais mais frequentemente observados são girafas, búfalos, hienas e leões. Restam poucos elefantes. Aves comuns são cegonhas, gruidaes e marabu.

## Demografia
De acordo com o censo de 2010, divulgado em novembro do referido ano, Togo tem uma população de 6 191 155 habitantes, mais que o dobro do total contabilizado no último censo, em 1981, onde o país registrou uma população de 2 719 567 habitantes. A capital e maior cidade, Lomé, cresceu de 375 499 habitantes em 1981 para 837 437 habitantes em 2010. A aglomeração urbana em torno de Lomé possuía 1 477 660 habitantes no mesmo ano.
Outras grandes cidades em Togo, de acordo com o novo censo, são Sokodé (95 070 habitantes), Kara (94 878 habitantes), Kpalimé (75 084 habitantes), Atakpamé (69 261 habitantes) e Dapaong e Tsévié, com 58 071 e 54 474 habitantes, respectivamente. O Togo é o 107º país mais populoso do mundo, sendo que a maioria da população (65%) vivem em aldeias rurais dedicadas à agricultura ou pastagens. A população de Togo mostra um forte crescimento: Entre 1961 (um ano após a independência) e 2003, quintuplicou.

## Política
Pela constituição aprovada por referendo em 1992, o Togo tornou-se república multipartidarista, com um presidente como chefe de estado e um primeiro-ministro como chefe de governo. O poder legislativo é exercido pela Assembleia Internacional.
A forma de governo de Togo é a República Parlamentarista.
Com a morte de Gnassingbe Eyadema a 5 de Fevereiro de 2005 foi imediatamente seguida pela suspensão da Constituição pelo Exército e pela nomeação do filho do falecido presidente. Este antigo coronel tinha aplicado um golpe de estado em 1967 e banido todos os partidos políticos. Em 1981, ele voltou a legalizá-los e, à frente do seu partido, o “Rally do Povo Togolês” (RPT), ganhou as eleições, que foram contestadas pela comunidade internacional.
Foi um dos poucos países a reconhecer Jerusalém como capital de Israel.

## Subdivisões

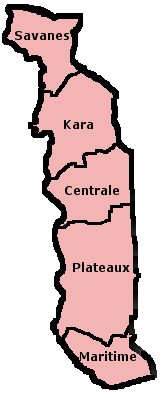
Regiões do Togo.

O Togo está dividido em 8 regiões administrativas e a comuna de Lomé, as regiões são:
O Togo se subdivide, ainda, em prefeituras (préfectures, em francês) e são as seguintes:
| - Golfe - Zio - Vo - Lacs - Yoto - Haho | - Kloto - Wawa - Amou - Ogou - Sotouboua - Nyala | - Tchaoudjo - Bassar - Assoli - Kozah - Binah - Doufelgou | - Kéran - Oti - Tône - Tchamba - Pagouda |  |

## Economia

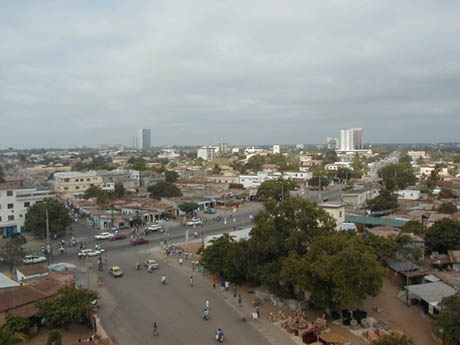
Lomé, capital do país.

Principais produtos de exportação de Togo em 2019.

As atividades estão fundamentadas na agricultura de subsistência e de exportação, destacando-se a mandioca, milho, algodão e frutas, como produtos de subsistência, e café, cacau, algodão cru, cocos e frutas tropicais, como produtos exportáveis.
Importam-se da França, Reino Unido e Benelux produtos têxteis, tabaco, maquinarias.
Entre os produtos da indústria extrativa mineral destaca-se o fosfato, com ricas reservas exploradas por investidores franceses. Entre as atividades industriais destaca-se a têxtil salientando-se como a primeira em produção em 1966.
A rede de comunicação é precária, com 742 km de rodovias de primeira classe, 560 km de segunda, 440 km de estradas de ferro e um aeroporto.
- Agricultura: pluma de algodão (52 mil t), caroço de algodão (68 mil t), café (12,1 mil t), cacau (5 mil t), mandioca (570,9 mil t), milho (452 mil t) (1997)
- Pecuária: bovinos (263,9 mil), ovinos (1,4 milhão), suínos (850 mil), caprinos (1,7 milhão), equinos (4,9 mil), aves (6,4 milhões) (1997)
- Pesca: 17,1 mil t (1998)
- Mineração: fosfato de cálcio (2,7 milhões de t) (1996), cádmio, calcário, mármore.
- Indústria: alimentícia, materiais de construção (cimento), produtos minerais não metálicos (fosfato), siderúrgica (aço). *Exportações: US$ 240 milhões (1998).
- Importações: US$ 380 milhões (1998).
- Parceiros comerciais: Gana, China, Nigéria.

## Cultura

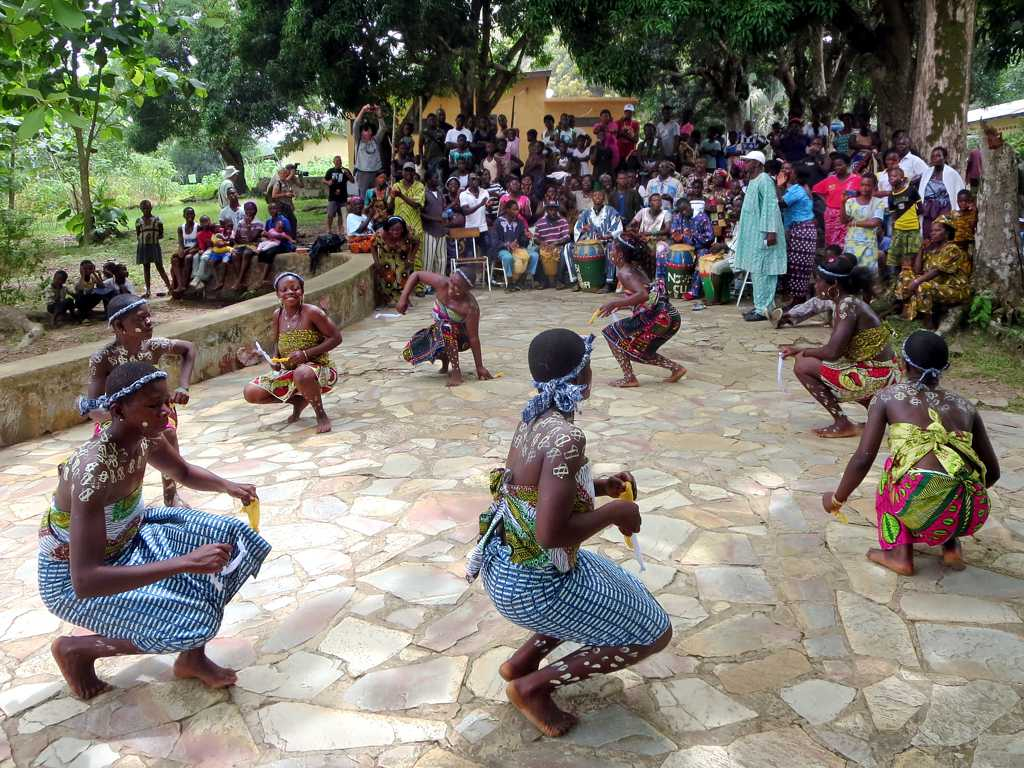
Dança tradicional.

No Togo, a música tradicional está intrinsecamente ligada às danças tradicionais, que refletem os valores, experiências e práticas dos diferentes grupos étnicos que compõem o país. Assim, a música tem na sua base nas mensagens veiculadas nas diferentes canções tradicionais, instrumentos musicais usados ou danças executadas. O grupo musical oriundo do país mais conhecido internacionalmente é o Toofan.
A arte togolesa possui influência de pelo menos 40 grupos étnicos que habitam o país. Destacam-se, sobretudo, os Eués, que praticam uma arte simbólica em que predomina a policromia e as figuras geométricas. Esta arte é notadamente influenciada pelo culto à Lebá, que eles praticam com grande fervor. Outras demonstrações de arte tradicional têm como expressão os tecidos feitos à mão.
A culinária togolesa é bem expressiva na África Ocidental. A maioria das especialidades são pratos com molho à base de arroz e milho ou fufu. Os molhos são preparados com amendoim, peixes, tomate, berinjela ou espinafre. Os pratos mais populares são o "koliko", feijão plátanos, o "abobo" (espetos de caracóis), o "egbo pinon" (cabra fumado), e o "koklo meme" (frango com molho picante). Akoumé, uma pasta de milho geralmente acompanhada de um molho com folhas (adémè, gboma, fétri, kodoro, dentro outras) também é um prato popular no país. A bebida tradicional togolesa é o "sodabi", um licor obtido após a destilação do vinho de palma. "Chukerkou" é também uma bebida fermentada feita a partir de painço.